# Ирска на Дечјој песми Евровизије
Ирска је дебитовала Дечјој песми Евровизије 2015. године која се одржала у Бугарској.

## Представници
| Година | Извођач(и)       | Песма             | Пласман          | Поени            |
| ------ | ---------------- | ----------------- | ---------------- | ---------------- |
| 2015   | Ејми Бенкс       | "Réalta na Mara"  | 12               | 36               |
| 2016   | Зена Донели      | "Bríce ar Bhríce" | 10               | 122              |
| 2017   | Мујрен Макдонел  | "Súile Glasa"     | 15               | 54               |
| 2018   | Тејлор Хајнс     | "I. O. U"         | 15               | 48               |
| 2019   | Ана Керни        | "Banshee"         | 12               | 73               |
| 2020   | Није учествовала | Није учествовала  | Није учествовала | Није учествовала |
| 2021   | Мају Леви Лаулор | "Saor"            | 18               | 44               |
| 2022   | Софи Ленон       | "Solas"           | 4                | 150              |
| 2023   | Џесика Макин     | "Aisling"         | 16               | 42               |
| 2024   | Енја Кокс Демпси | "Le chéile"       | 15               | 55               |
| 2025   |                  |                   |                  |                  |